# Flagge Somalias
Die Flagge Somalias (somalisch Calanka Soomaaliya) mit einem fünfzackigen weißen Stern auf blauem Grund ist die Nationalflagge der am 20. August 2012 gegründeten Bundesrepublik Somalia. 

## Beschreibung und Bedeutung
Der fünfzackige Stern ist ein Symbol der Freiheit und steht für die fünf Gebiete, in denen Somali leben. Neben den ehemals italienischen und britischen Kolonien Italienisch-Somaliland und Britisch-Somaliland, die heute das Land Somalia bilden, sind das auch die ehemalige Provinz Ogaden in Äthiopien, der nördliche Grenzdistrikt Kenias und Dschibuti. Eine als Pan-Somalismus bezeichnete politische Strömung erhebt Anspruch auf diese Gebiete, um ein Groß-Somalia zu bilden.
Die Grundfarbe war ursprünglich von der Flagge der Vereinten Nationen abgeleitet, um für deren Beitrag zur Förderung und Entwicklung des Landes zu danken. Nach aktueller Interpretation symbolisiert die blaue Farbe den Himmel und den Indischen Ozean im Osten des Landes.

## Geschichte
Die Entstehung der Flagge geht auf die Übergangszeit des Jahres 1954 zurück, bevor die Kolonien Britisch-Somaliland und Italienisch-Somaliland ihre Unabhängigkeit erhielten. Ihre Gestaltung war ein Vorschlag des Lehrers Mohammed Awale Liban vor dem Gesetzgebenden Rat, der von der Verwaltung des Italienischen Treuhandgebietes Somalia zur Vorbereitung der Unabhängigkeit gebildet worden war.
Eingeführt wurde die Flagge am 12. Oktober 1954, noch unter Fremdverwaltung. Erstmals offiziell soll sie am 26. Juni 1960 gehisst worden sein, als das britisch verwaltete Gebiet für wenige Tage zum Staat Somaliland wurde. Nach der Vereinigung mit dem Treuhandgebiet und Gründung der Republik Somalia am 1. Juli 1960 war sie schließlich Nationalflagge des neu entstandenen gemeinsamen somalischen Staates.
Sowohl die Demokratische Republik Somalia unter Diktator Siad Barre behielt die Flagge bei, als auch eine Mehrheit der im Somalischen Bürgerkrieg nach 1991 entstandenen autonomen Teilstaaten. Letztere wollten damit ihre fortdauernde Zugehörigkeit zu einem gemeinsamen somalischen Staat zum Ausdruck bringen, der zwar längst zerfallen war, nach Ende des Krieges aber wieder eingerichtet werden sollte. Eine Ausnahme bildet Somaliland, das sich am 18. Mai 1991 für unabhängig erklärt hat und sich seither um internationale Anerkennung als eigenständiger Staat bemüht. Zur Verdeutlichung der Trennung vom übrigen Somalia führte das De-facto-Regime unmittelbar mit der Staatsgründung eine völlig neue Nationalflagge für Somaliland ein.
Die ab 2000 eingerichtete Übergangsregierung Somalias, als Versuch der internationalen Staatengemeinschaft, eine neue zentralstaatliche Vertretung Somalias zu etablieren, verwendete die Flagge ab 2004 bis zu ihrer Ablösung durch die Vertreter der Bundesrepublik Somalia im Jahr 2012. Um einer regionalen Identität Ausdruck zu verleihen, zur Unterscheidung untereinander oder zur Abgrenzung gegenüber den Vertretern der weitgehend machtlosen Übergangsregierung, kamen mit der Zeit auch in denjenigen Teilstaaten neue Flaggen auf, die am Gedanken eines übergeordneten Somalia festhalten wollten. In der Regel wurden dabei jedoch grundlegende Elemente der somalischen Flagge in das neue Design übernommen.
Im Dezember 2009 erklärte Madobe Mohammed Nunow, der Minister für Verfassungs- und Bundesangelegenheiten, dass auch Puntland das Recht auf eine eigene, neue Flagge habe, da man nunmehr für Somalia die Bildung eines föderalen Staates anstrebe. Eine eigene Flagge bedeute damit nicht automatisch die Unabhängigkeit Puntlands von Somalia. Kurz darauf, am 23. Dezember 2009, nahm das Parlament Puntlands eine neue, eigene Flagge an, eine horizontal geteilte Trikolore in Blau, Weiß und Grün mit einem fünfzackigen, weißen Stern in der Mitte des blauen Streifens. Stern und blauer Streifen symbolisieren die Zugehörigkeit Puntlands zu Somalia, Weiß steht für Frieden und Stabilität, Grün für den natürlichen Reichtum Puntlands. Am 4. April 2011 rief man in Nairobi (Kenia) einen weiteren Staat auf dem Gebiet Somalias aus, der sein Territorium in etwa in Jubaland hat und den Namen Azania trägt. Seine Flagge ist eine horizontale Trikolore in Weiß, Blau und Rot und gleicht damit der Flagge Russlands.

## Flaggen somalischer Kriegsparteien, autonomer Regimes oder Teilstaaten der heutigen Bundesrepublik Somalia
Unvollständige Auswahl: 

Jubaland 1998 bis 2001
Jubaland
Azania-Staat von Somalia seit 2011
Awdalland etwa ab 2011
Himan und Heeb etwa ab 2010/2011
Galmudug-Staat von Somalia seit 2006
Maakhir-Staat von Somalia 2007 bis 2008
Maakhir-Staat von Somalia, 2008 bis 2009
Khaatumo-Staat von Somalia seit 2012
Puntland-Staat von Somalia seit 2009
Somaliland 1991 bis 1996
Somaliland seit 1996
Südwestsomalia (Rahanweyn-Widerstandsarmee), 2002

## Abgeleitete Flaggen im Ausland
Die Flagge Somalias diente als Grundlage für verschiedene weitere Flaggen in den angrenzenden Somali-Gebieten.

Somali-Region, Äthiopien, bis 2008
Ogaden/ONLF, Äthiopien

## Historische Flaggen

Sultanat Adal (1415–1577)
Sultanat Ajuuraan (14. bis 17. Jahrhundert)
Zeila im Osmanischen Reich (1559–1867)
Derwisch Bewegung unter Mohammed Abdullah Hassan (1896–1920)
Britisch-Somaliland (1903–1950)
Britisch-Somaliland (1950–1952)
Britisch-Somaliland (1952–1960)
Italienisch-Somaliland (1861–1946)